# 효과적인 학교
효과적인 학교(effective school)는 학교의 인적, 물적 투입여건이 비슷함에도 학생이 얻게 되는 지적, 비지적 산출이나 결과가 다른 학교보다 높게 나오는 학교를 의미한다.
효과적인 학교에 대한 연구는 1970년대 말, 1980년대 초에 미국을 비롯한 선진국에서 활발하게 이루어졌다. 이 연구는 학교교육을 비관적으로 보는 시각에 대한 반대 견해로 나타났으며 교육에서의 투입-산출 연구에서 과정(학교 내 교육)부분에 대한 연구를 중점으로 한다.